# Txumàkino
Txumàkino (en rus: Чумакино) és un poble de l'óblast d'Uliànovsk, a Rússia. Pertany al districte d'Inza.